# Plinia
Plinia là một chi thực vật có hoa trong họ sim Myrtaceae, được Linnaeus mô tả vào năm 1753. Các loài thuộc chi này đều có xuất xứ từ Trung và Nam Mỹ cũng như Tây Ấn.

## Các loài
1. Plinia abeggii - Hispaniola
2. Plinia anonyma - SE Brazil
3. Plinia arenicola - W Cuba
4. Plinia asa-grayi - Cuba
5. Plinia baileyi - Trinidad và Tobago
6. Plinia baracoensis - Cuba
7. Plinia brachybotrya - S Brazil
8. Plinia callosa - Bahia
9. Plinia caricensis - Hispaniola
10. Plinia cauliflora - S Brazil, Bolivia
11. Plinia cerrocampanensis - Panama
12. Plinia cidrensis - Massif du Nord in Haiti
13. Plinia clausa - N Peru
14. Plinia coclensis - Panama
15. Plinia complanata - São Paulo
16. Plinia cordifolia - S Brazil
17. Plinia coronata - SE Brazil
18. Plinia costata - Guyana, Suriname
19. Plinia cubensis - Cuba
20. Plinia cuspidata - Costa Rica, Panama
21. Plinia darienensis - Panama
22. Plinia dermatodes - Cuba
23. Plinia duplipilosa - Loreto
24. Plinia edulis - S Brazil, NE Argentina
25. Plinia ekmaniana - Massif du Nord in Haiti
26. Plinia espinhacensis - Minas Gerais
27. Plinia formosa - Cuba
28. Plinia gentryi - Panama
29. Plinia grandifolia - S Brazil
30. Plinia guanacastensis - Costa Rica
31. Plinia hatschbachii - Paraná
32. Plinia icardiana - Massif de la Hotte
33. Plinia ilhensis - Rio de Janeiro
34. Plinia inflata - N Brazil
35. Plinia involucrata - N Brazil, Venezuela
36. Plinia longiacuminata - Bahia
37. Plinia martinellii - Rio de Janeiro
38. Plinia microcycla - Dominican Rep
39. Plinia moaensis - Cuba
40. Plinia moralesii - Costa Rica
41. Plinia muricata - Bahia
42. Plinia nana - Minas Gerais
43. Plinia nicaraguensis - Costa Rica, Nicaragua
44. Plinia oblongata - São Paulo
45. Plinia orthoclada - Cuba
46. Plinia panamensis - Panama
47. Plinia pauciflora - São Paulo
48. Plinia peroblata - Belize
49. Plinia peruviana - Peru, Bolivia, Brazil, Paraguay, NE Argentina
50. Plinia phitrantha - São Paulo, Minas Gerais
51. Plinia pinnata - Lesser Antilles, Trinidad
52. Plinia povedae -  Guatemala, Costa Rica, Panama
53. Plinia punctata - Cuba
54. Plinia puriscalensis - Costa Rica
55. Plinia ramosissima - Cuba
56. Plinia rara - Bahia
57. †Plinia recurvata - Cuba but extinct
58. Plinia renatiana - Espírito Santo
59. Plinia rivularis - Trinidad, Venezuela, Brazil, Paraguay, Uruguay, NE Argentina
60. Plinia rogersiana - São Paulo
61. Plinia salamancana - Panama
62. Plinia salticola - Costa Rica, Panama
63. Plinia sebastianopolitana - Rio de Janeiro
64. Plinia spiciflora - E Brazil
65. Plinia spirito-santensis - SE Brazil
66. Plinia stenophylla - Cuba
67. Plinia subavenia - Espírito Santo, Bahia
68. Plinia yasuniana - Yasuni National Park, Ecuador